# Raymond Lantier
Pour les articles homonymes, voir Lantier.
Raymond François Lantier, né le 11 juillet 1886 à Lisieux et mort le 2 avril 1980 au Vésinet, est un archéologue français.

## Biographie
Il a notamment fouillé et étudié le cimetière wisigothique d'Estagel (Pyrénées-Orientales), en Espagne et en Tunisie, participant en particulier aux fouilles de Carthage. Il a séjouné de 1911 à 1913 à la Casa de Velázquez pour se former auprès d'autres chercheurs dont Lucien Romier.
Sa carrière institutionnelle est riche en responsabilités. Il est conservateur adjoint, à partir de 1926, puis conservateur en chef, de 1933 à 1956, du musée des Antiquités nationales à Saint-Germain-en-Laye. Parallèlement, il officie en qualité de Professeur d’antiquités nationales et préhistoriques à l’École du Louvre.
Membre de l'Académie des inscriptions et belles-lettres de 1946 à sa mort, Raymond Lantier est aussi membre du Comité des travaux historiques et scientifiques et du Comité national de géographie. Il est officier de la Légion d’honneur et officier dans l’ordre des palmes académiques. Son épouse est décédée en 1995.